# Richard Kohnke
Richard Otto Kohnke (ur. 10 sierpnia 1873 w Bytowie, zm. 11 marca 1931 w Gdańsku) – inżynier budowlany, nauczyciel akademicki, specjalista z zakresu statyki i konstrukcji żelbetowych.
Syn Karla, nauczyciela, i Anny z domu Milz. Absolwent Szkoły Technicznej (Technische Hochschule) w Berlinie. Był zatrudniony jako inspektor nadzoru na kolei w Berlinie, w firmie Siemens & Halske A.G. (od 1899), oraz w Królewskich Ogrodach Botanicznych w Dahlem (1904). Wykładowca w katedrze statyki, konstrukcji budowlanych, żelbetowych i ruchomych mostów Szkoły Technicznej w Gdańsku (od ok. 1911), w roku akademickim 1914-1915 profesor i dziekan Wydziału Inżynierii Budowlanej. Współpracował przy budowie sopockiego Grand Hotelu, spichrzów na Wyspie Ostrów, trzeciego Domu Zdrojowego wraz z Kasynem (1910–1912), i Zachodniopruskiego Zakładu Ubezpieczeń. Był uczestnikiem dochodzenia prowadzonego przez Urząd do Walki z Korupcją przy Senacie Gdańskim (Senate der Freien Stadt Danzig) w sprawie malwersacji finansowych związanych z budową wymienionych powyżej ówczesnych Kasino Hotel, oraz tzw. trzeciego Domu Zdrojowego. Zmarł w swojej pracowni na zawał serca.
Mieszkaniec Sopotu – w 1912 był lokatorem "Dworku Sierakowskich" z 1790 przy Cecilienstrasse 12 (obecnie ul. Czyżewskiego), następnie mieszkał przy Schulstr. 56 (ul. Kościuszki) (od lat 20.-1931).